# Kor Royal Cup 2015
Der Kor Royal Cup 2015 (thailändisch ฟุตบอลถ้วยพระราชทาน 2558) war die 80. offizielle Ausspielung des Wettbewerbs und wurde am 24. Januar 2015 zwischen dem thailändischen Meister Buriram United sowie dem FA Cup Sieger Bangkok Glass ausgetragen. Das Spiel fand im Suphachalasai Stadium in der thailändischen Hauptstadt Bangkok statt. Buriram United gewann das Spiel mit 1:0.

## Spielstatistik
| Paarung            | Buriram United – BEC Tero Sasana FC |
| Ergebnis           | 1:0 (0:0) |
| Datum              | 24. Januar 2015 um 18:00 Uhr |
| Stadion            | Suphachalasai Stadium, Bangkok |
| Schiedsrichter     | Alongkorn Feemuechang |
| Tore               | 1:0 Diogo (57.) |
| Buriram United     | Siwarak Tedsungnoen – Chitipat Tanklang, Andrés Túñez, Koravit Namwiset (70. Nukoolkit Krutyai) – Narubadin Weerawatnodom, Naruphol Ar-romsawa (74. Prakit Deeprom), Go Seul-ki, Suchao Nuchnum , Theerathon Bunmathan – Gilberto Macena, Diogo (94. Kayne Vincent) Cheftrainer: Alexandre Gama ( Brasilien)  |
| BEC Tero Sasana FC | Narit Taweekul – Wasan Homsan, Suwannapat Kingkkaew, Matt Smith, Supachai Komsilp – Peerapong Pichitchotirat, Ongart Pamonprasert (62. Suppasek Kaikaew), Chatree Chimtalay (77. Leandro), Darko Tasevski, Suradet Thongchai (46. Narong Jansawek) – Lazarus Kaimbi Cheftrainer: Ricardo Rodríguez ( Spanien) |
| Gelbe Karten       | Suchao Nuchnum (13.), Chitipat Tanklang (15.), Diogo (52.), Siwarak Tedsungnoen (90.+5) – Lazarus Kaimbi (29.), Matt Smith (63.) |

### Auswechselspieler
| Auswechselspieler | Auswechselspieler |
| --- | --- |
| Buriram United | Bangkok Glass |
| - Kwanchai Suklom - Kitphom Bunsan - Kayne Vincent ▲ (90.+4) - Surat Sukha - Anawin Jujeen - Sittichok Kannoo - Prakit Deeprom ▲ (74.) - Santirad Weing-in - Nukoolkit Krutyai ▲ (70.) - Suree Sukha - Chaowat Veerachat | - Sarawut Konglarp - Pornchai Kasikonudompaisan - Praweenwat Boonyong - Piyachart Tamaphan - Narong Jansawek ▲ (46.) - Leandro ▲ (77.) - Suppasek Kaikaew ▲ (62.) - Bordin Phala - Jetsadakorn Hemdaeng - Siwakorn Sangwong - Tanasith Siripala - Gōshi Ōkubo |